# Nikólaos Míchos
Nikólaos Míchos (grec moderne : Νικόλαος Μίχος) est un homme politique grec membre de l'Alerte populaire orthodoxe (LAOS).

## Biographie
Membre du parti Aube dorée, il est élu député lors des élections législatives de mai 2012, avant d'être réélu en juin de la même année puis en 2015.
Il quitte Aube dorée le 26 septembre 2017 pour rejoindre de façon éphémère le parti Solution grecque,,. Il adhère à l'Alerte populaire orthodoxe (LAOS) le 29 janvier 2018.